# Austrian International 2015
Die Austrian International 2015 (auch Austrian Open 2015) fanden vom 18. bis zum 21. Februar 2015 in Wien statt. Es war die 44. Austragung dieser offenen internationalen Meisterschaften von Österreich im Badminton.

## Austragungsort
- Wiener Stadthalle B, Vogelweidplatz 14

## Sieger und Platzierte
| Disziplin    | Gold                                   | Silber                                   | Bronze                                      |
| ------------ | -------------------------------------- | ---------------------------------------- | ------------------------------------------- |
| Herreneinzel | Ng Ka Long                             | Iskandar Zulkarnain Zainuddin            | Eric Pang                                   |
| Herreneinzel | Ng Ka Long                             | Iskandar Zulkarnain Zainuddin            | Goh Soon Huat                               |
| Dameneinzel  | Cheung Ngan Yi                         | Linda Zechiri                            | Petya Nedelcheva                            |
| Dameneinzel  | Cheung Ngan Yi                         | Linda Zechiri                            | Hera Desi Ana Rachmawati                    |
| Herrendoppel | Fajar Alfian Muhammad Rian Ardianto    | Peter Briggs Tom Wolfenden               | Andrew Ellis Peter Mills                    |
| Herrendoppel | Fajar Alfian Muhammad Rian Ardianto    | Peter Briggs Tom Wolfenden               | Matijs Dierickx Freek Golinski              |
| Damendoppel  | Suci Rizky Andini Maretha Dea Giovani  | Heather Olver Lauren Smith               | Della Destiara Haris Rosyita Eka Putri Sari |
| Damendoppel  | Suci Rizky Andini Maretha Dea Giovani  | Heather Olver Lauren Smith               | Wu Qianqian Xia Chunyu                      |
| Mixed        | Edi Subaktiar Gloria Emanuelle Widjaja | Ronald Alexander Melati Daeva Oktavianti | Zvonimir Đurkinjak Eva Lee                  |
| Mixed        | Edi Subaktiar Gloria Emanuelle Widjaja | Ronald Alexander Melati Daeva Oktavianti | Evgeny Dremin Evgeniya Dimova               |